# Трусов Угол
Трусов Угол (рос. Трусов Угол) — присілок в Куйбишевському районі Калузької області Російської Федерації.
Населення становить 28 осіб. Входить до складу муніципального утворення Село Жерелево.

## Історія
Від 2004 року входить до складу муніципального утворення Село Жерелево.

## Населення
| 2002 | 2010 |
| ---- | ---- |
| 54   | ↘28  |